# Sportanlage Blumenau
El Sportanlage Blumenau, es un estadio ubicado en el poblado de Triesen, en Liechtenstein. Ahí juega de local sus partidos el FC Triesen de la 4. Liga de Suiza. Está ubicado a unos cuantos metros de la frontera con Suiza siendo separado por el Río Rin. Tiene capacidad para 2100 personas aproximadamente